# The Mercy
The Mercy is een Britse biografische dramafilm uit 2018, geregisseerd door James Marsh en geschreven door Scott Z. Burns. De film is gebaseerd op het waargebeurde verhaal van de rampzalige poging van de amateurzeiler Donald Crowhurst om de Sunday Times Golden Globe Race in 1968 te voltooien. De hoofdrollen worden vertolkt door Colin Firth, Rachel Weisz, David Thewlis en Ken Stott.

## Verhaal
Donald Crowhurst is een Engelse zakenleider, gepassioneerd door zeilen, maar zonder ervaring op volle zee. Om zijn bedrijf van een faillissement te redden, besluit hij deel te nemen aan de Sunday Times Golden Globe Race, een solo-reis rond de wereld. Met de steun van zijn vrouw en kinderen begint hij aan dit ongelooflijke avontuur. Zodra hij vertrekt, wordt hij al snel geconfronteerd met ernstige problemen.

## Rolverdeling
| Acteur            | Personage              |
| ----------------- | ---------------------- |
| Colin Firth       | Donald Crowhurst       |
| Rachel Weisz      | Clare Crowhurst        |
| David Thewlis     | Rodney Hallworth       |
| Ken Stott         | Stanley Best           |
| Jonathan Bailey   | Wheeler                |
| Simon McBurney    | Sir Francis Chichester |
| Kit Connor        | James Crowhurst        |
| Andrew Buchan     | Ian Milburn            |
| Anna Madeley      | Sara Milburn           |
| Dorothy Atkinson  | Eve Tetley             |
| Sebastian Armesto | Nelson Messina         |
| Martin Marquez    | Franchessi             |

## Productie
De muziek van The Mercy is van Jóhann Jóhannsson. Dit was de laatste film waarvoor hij de filmmuziek componeerde.

## Release
De film ging in première op 6 februari 2018 in Londen. De film werd op 9 februari 2018 uitgebracht in het Verenigd Koninkrijk.

## Ontvangst
De film ontving positieve recensies van critici. Op Rotten Tomatoes heeft The Mercy een waarde van 73% en een gemiddelde score van 6,10/10, gebaseerd op 83 recensies. Op Metacritic heeft de film een gemiddelde score van 60/100, gebaseerd op 19 recensies.